# Гис, Джон
Сэр Джон (Дуглас) Гис (англ. John (Douglas) Guise; 29 августа 1914, Гедулалара, провинция Милн-Бей, колония Папуа — Новая Гвинея — 7 февраля 1991) — политический и государственный деятель независимого государства Папуа — Новая Гвинея, первый Генерал-губернатор Папуа — Новой Гвинеи (1975—1977), спикер Палаты собраний (1973—1975). Активный борец за независимость Папуа — Новой Гвинеи.

## Биография
В 1950-х гг. служил в министерстве по делам коренных народов (Департамент по делам туземцев). В 1958 г. стал президентом Ассоциации смешанных рас Порта-Морсби. С 1961 по 1963 год — член Законодательного совета восточного Папуа. В 1964 г. был избран в Палату собраний страны, бывшей тогда колонией Австралии.
С 1972 по 1975 гг. после предоставления автономии — заместитель главного министра и министр внутренних дел.
С 1973 по 1975 г. — спикер Палаты собраний Территории Папуа — Новая Гвинея.
Участник принятия Конституции страны. 16 сентября 1975 г. провозгласил Акт о независимости от Австралии нового государства — Папуа — Новой Гвинеи.
В тот же день был назначен первым генерал-губернатором Папуа — Новой Гвинеи, фактическим главой государства. Находился на этом посту до 1 марта 1977 г. Тогда же первым премьер-министром независимой страны был избран Майкл Томас Сомаре.
Оставался активным политиком и потенциальным лидером во время гражданских беспорядков в стране, вызванных недовольством правительственным курсом Сомаре.
После его смерти, в честь Гайса был назван центральный стадион страны и улица в Порт-Морсби.

## Награды и звания
- Командор Ордена Британской империи (1972)
- Рыцарь-Командор Ордена Британской империи (1975)
- Кавалер Большого креста ордена Святого Михаила и Святого Георгия (1975)